# Hoplocarida
Hoplocarida Calman, 1904, é uma subclasse de malacóstracos marinhos bentônicos, de hábito predador (carnívoro raptorial), cujo tamanho varia de 2 até 30 cm. Caracterizam-se pela presença de um segundo par de maxilípedes modificado em uma garra raptorial expandida e subquelada, utilizada para forragear, escavar tocas e para perfurar ou esmagar as presas. Além disso, apresentam brânquias nos pleópodes. Sua distribuição ocorre majoritariamente em águas marinhas rasas tropicais e subtropicais. Vivem em buracos ou em abrigos naturais e tendem a ser territoriais.
A única ordem dentro de Hoplocarida com representantes vivos é Stomatopoda Latreille, 1817, popularmente conhecidos como tamarutacas ou tamburutacas, mas outros grupos existiram no Paleozoico: Aeschronectida e Palaeostomatopoda. O registro fóssil indica que a origem de Stomatopoda ocorreu no Período Devoniano. Todos os cerca de 450 hoplocáridos vivos são colocados na ordem Stomatopoda, dentro da subordem Unipeltata, constituído por sete superfamílias: Bathysquilloidea, Erythrosquilloidea, Eurysquilloidea, Gonodactyloidea, Lysiosquilloidea, Parasquilloidea e Squilloidea.

## Morfologia

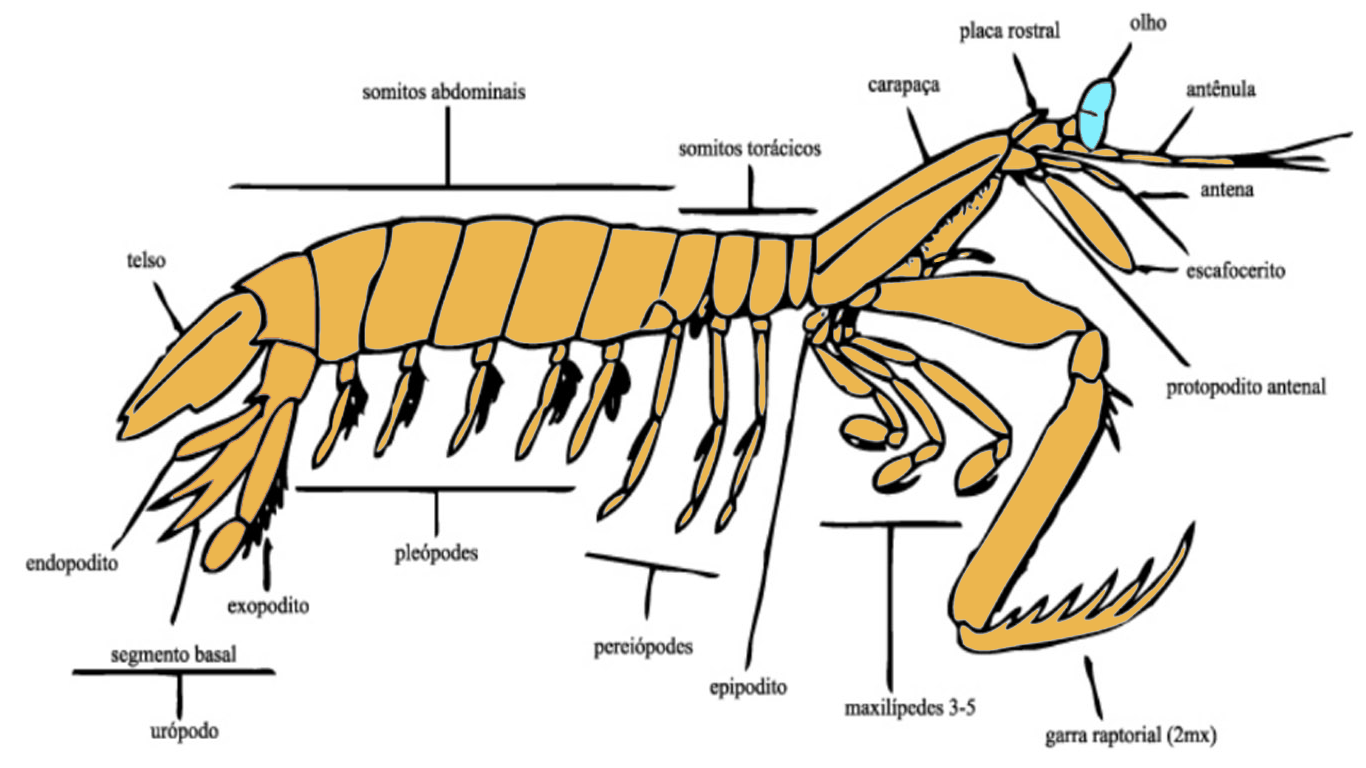
Plano corporal de tamarutaca (adaptado de Barreto Pessoa Silva, 2011)

Os organismos de Hoplocarida são crustáceos relativamente grandes, cujo comprimento varia de 2 a 30 cm em sua forma adulta. O plano corporal de Hoplocarida é constituído por três tagmas: cabeça, tórax e abdômen. A cabeça é composta por 5 segmentos (excluindo o ácron), o tórax por 8 e o abdômen por 6 (excluindo o télson). Em geral são animais longilíneos, com um leve achatamento dorsoventral ou corpo subcilíndrico. Muitas espécies são listradas ou brilhantes, variando entre verde, azul e vermelho com um mosqueamento profundo.

### Cabeça

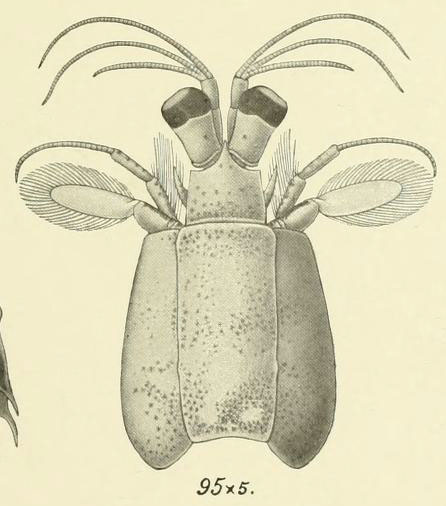
Cabeça de Stomatopoda do Indo-Pacífico baseada na coleção do Indian Museum.

Posteriormente ao ácron (região pré-segmentar) apresentam-se 5 segmentos cefálicos com um par de antênulas ou primeiras antenas (no primeiro segmento), um par de antenas ou segundas antenas (no segundo segmento) e pares de apêndices bucais: mandíbula (no terceiro segmento), maxílula ou primeiras maxilas (no quarto segmento) e maxila ou segundas maxilas (no quinto segmento).
Em relação aos detalhes dos pares de apêndices, os estomatópodes apresentam um par de apêndices que sustenta três flagelos multiarticulados cada (antênulas trirremes); um par de apêndices bissegmentados sustentando flagelos multiarticulados (antenas birremes), cujas escamas antenais ou escafoceritos em forma de leme presentes no exopodito são utilizadas para a natação; um par de mandíbulas grandes que recobre a boca ventral pequena e forte, com superfícies trituradoras opostas, podendo ou não estar presente um palpo mandibular; um par de maxílulas, que consistem de um protopódio bipartido com um endito em cada parte, sendo que o endópodo é reduzido a um palpo e não há um exopódio; um par de maxilas mais posteriores.
Os dois grandes olhos compostos pedunculados contém fileiras centrais de omatídeos e são capazes de formar imagens independentes. A cabeça também apresenta rostro articulado móvel.
A carapaça é curta e em forma de escudo, recobrindo a região cefálica e somente os primeiros segmentos torácicos. Ela geralmente surge como uma dobra posteriormente direcionada da parede corporal da cabeça e pode ser fundida com um número variável de segmentos atrás dela. Nela, há três sulcos: um transversal (cervical) e dois longitudinais paralelos (gástricos). Pode ser utilizada para a identificação de indivíduos da superfamília Squilloidea, pois estes apresentam uma carapaça ornamentada com fileiras de carenas longitudinais, um estado de caráter ausente em outras superfamílias.

### Tórax
Uma característica distintiva de Hoplocarida é a estrutura dos 8 pares de apêndices torácicos (toracópodos): os primeiros cinco pares são chamados de maxilípedes ou gnatopódios, pois podem estar envolvidos com a alimentação, sendo morfologicamente subquelados, unirremes e com menos garras; contudo, o segundo par é modificado em uma garra raptorial expandida e subquelada, utilizada para forragear, escavar tocas e para perfurar as presas em interações agonísticas, de aparência similar a do louva-a-deus; os últimos três pares de apêndices torácicos são pereópodes birremes e ambulatoriais, que são utilizados na locomoção.
Os gonóporos estão localizados no sexto segmento do pereion nas fêmeas e no oitavo no pereion dos machos. Os machos também apresentam um par de estruturas tubulares copulatórias ou pênis na base do último par de apêndices torácicos. A carapaça cobre parte da cabeça e está fundida aos toracômeros 1 a 4, ou seja, os 4 primeiros segmentos do tórax.

### Abdômen
O abdome muscular é notavelmente robusto e distintamente segmentado. Existem seis pares de apêndices abdominais ou pleópodes: os primeiros cinco são birremes, largos e achatados, com brânquias filamentosas finas e altamente ramificas que fornecem uma superfície ampla para trocas gasosas desses animais muito ativos. Os estomatópodes constituem um dos dois únicos grupos de malacóstracos que têm brânquias pleopodiais. Apenas os isópodes compartilham essa característica, mas os pleópodes são muito diferentes nesses dois grupos. Nos machos, o endopódio do primeiro e segundo par de pleópodes são modificados em um petasma, embora no segundo par essa modificação não seja tão proeminente.
O sexto par de apêndices abdominais são os urópodes. Este é geralmente encontrado separado do télson, mas pode haver em alguns casos uma fusão entre eles, formando um pleotélson. O télson terminal porta o ânus em sua base e pode ser utilizado em espécies do gênero Gonodactylus para se defender contra ataques de outros estomatópodes.
Os estomatópodes rastejam ao redor utilizando os toracópodes posteriores e os pleópodes em forma de abas. Além disso, essas criaturas podem nadar por meio de batimentos metacronais dos pleópodes (natatórios). Para esses animais relativamente grandes, viver em tocas estreitas requer um grau acentuado de maleabilidade. A carapaça curta e o abdome musculoso e flexível permitem que esses animais torçam duplamente e girem ao redor dentro de seus túneis ou em outros abrigos apertados. Essa habilidade facilita uma reação de fuga, com a qual o camarão-louva-a-deus joga-se rapidamente dentro de sua toca, primeiramente com a cabeça, depois girando o corpo para ficar de frente para a entrada.

## Fisiologia
Hoplocarida apresenta algumas características de sua fisiologia similares a de outros Malacostraca, porém há duas grandes diferenças únicas presentes apenas em Hoplocarida: a biomecânica do apêndice raptorial e o sistema visual bem desenvolvido.

### Biomecânica do apêndice raptorial

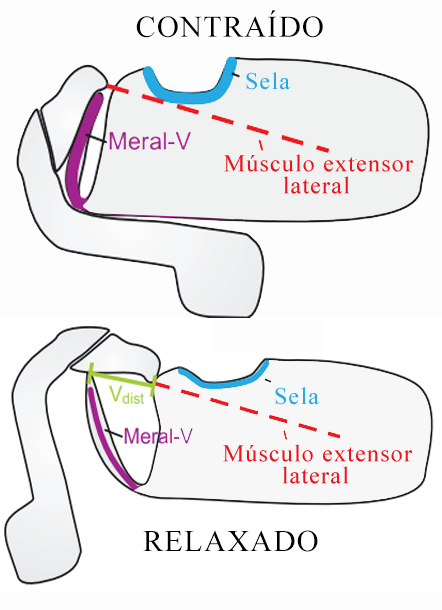
Esquema do funcionamento do sistema motor dos apêndices raptoriais das tamarutacas

As tamarutacas utilizam seus grandes apêndices raptoriais torácicos modificados para esmagar ou perfurar presas, construir e escavar tocas, defender-se de predadores e competidores. Para gerar tamanha aceleração com seus apêndices raptoriais, as várias espécies de tamarutacas utilizam um mecanismo de amplificação de força, a qual consiste em molas elásticas, travas e braços com alavancas. O rápido impacto dos apêndices é gerado por 4 músculos, 2 extensores e 2 flexores, entretanto a velocidade do impacto não é criada pela velocidade de contração destes músculos, mas sim a sua forma de criar um mecanismo de “articulação em clique” (click-joint).
Para a amplificação da força, primeiramente o músculo lateral extensor contrai, enquanto os músculos flexores acionam um par de travas para impedir o movimento. Durante esta contração, energia elástica é estocada em uma estrutura exoesquelética chamada meral-V e em uma estrutura com formato de sela (com o nome sela). Quando o músculo flexor relaxa, as travas são liberadas, e a energia elástica acumulada é transmitida a um sistema integrado do meral-V e a extensão da sela, impulsionando a garra raptoral em direção à presa.
A velocidade do impacto é maior nas espécies com garras raptoriais esmagadoras (martelo), podendo chegar a velocidades de 20 m/s,podendo criar cavitações e criando impactos com forças de 1000 N. Já as espécies com garras raptoriais perfuradoras (garras) são bem mais lentas, chegando a 1–7 m/s, e não criam cavitações.

### Sistema visual

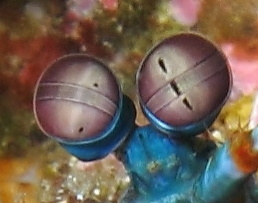
Olhos de tamarutaca (Odontodactylus scyllarus) encontrada em Komodo, Indonésia

O sistema visual dos Stomatopoda é um dos mais complexos dentre todos os animais já estudados. Seus olhos compostos possuem o maior número de tipos de fotorreceptores dentre os animais conhecidos – entre 16 a 21 receptores diferentes em algumas espécies. Cada olho composto possui três regiões distintas: hemisférios dorsal e ventral, separados por uma banda mediana. Os omatídeos da banda mediana são separadas em diferentes funcionalidades, sendo elas: o processamento de cores e a detecção de luz polarizada circular ou linear. Dos aproximadamente 16 fotorreceptores, em torno de 12 são para a análise de cores em diferentes ondas de luz (incluindo as sensíveis para a luz ultravioleta) e 4 para a analise de luz polarizada.
As tamarutacas são conhecidas pela sua sensibilidade por luzes em ultra-violeta. A capacidade de enxergar nestes comprimentos de onda possibilita a identificação de contrastes de objetos camuflados nos ambientes submarinos que, por sua vez, possuem baixo contraste devido à dispersão de luz de comprimento de onda curto. Por exemplo, muitos peixes têm coloração prateada para refletir a luz de tal maneira que eles são invisíveis contra o campo de luz subaquático. Este tipo de reflexão é produzido por interferência construtiva e, portanto, menos efetiva no UV.
Muitos estomatópodes possuem padrão de cores do corpo variadas, utilizando até a fluorescência na exibição de cores. Além disso, várias espécies deste grupo habitam em recifes rasos de corais, um dos ambientes mais coloridos da Terra. Acredita-se que as cores dos estomatópodes estão envolvidas com complexos sistemas de comunicação. Em rituais de acasalamento, a mesma fluorescência é ativa, indicando a fertilidade das fêmeas que, possuem ciclos de fertilidade específica, o que resulta na prevenção de gasto energético com tentativa de acasalamento sem sucesso.

## Comportamento

### Comportamento alimentar

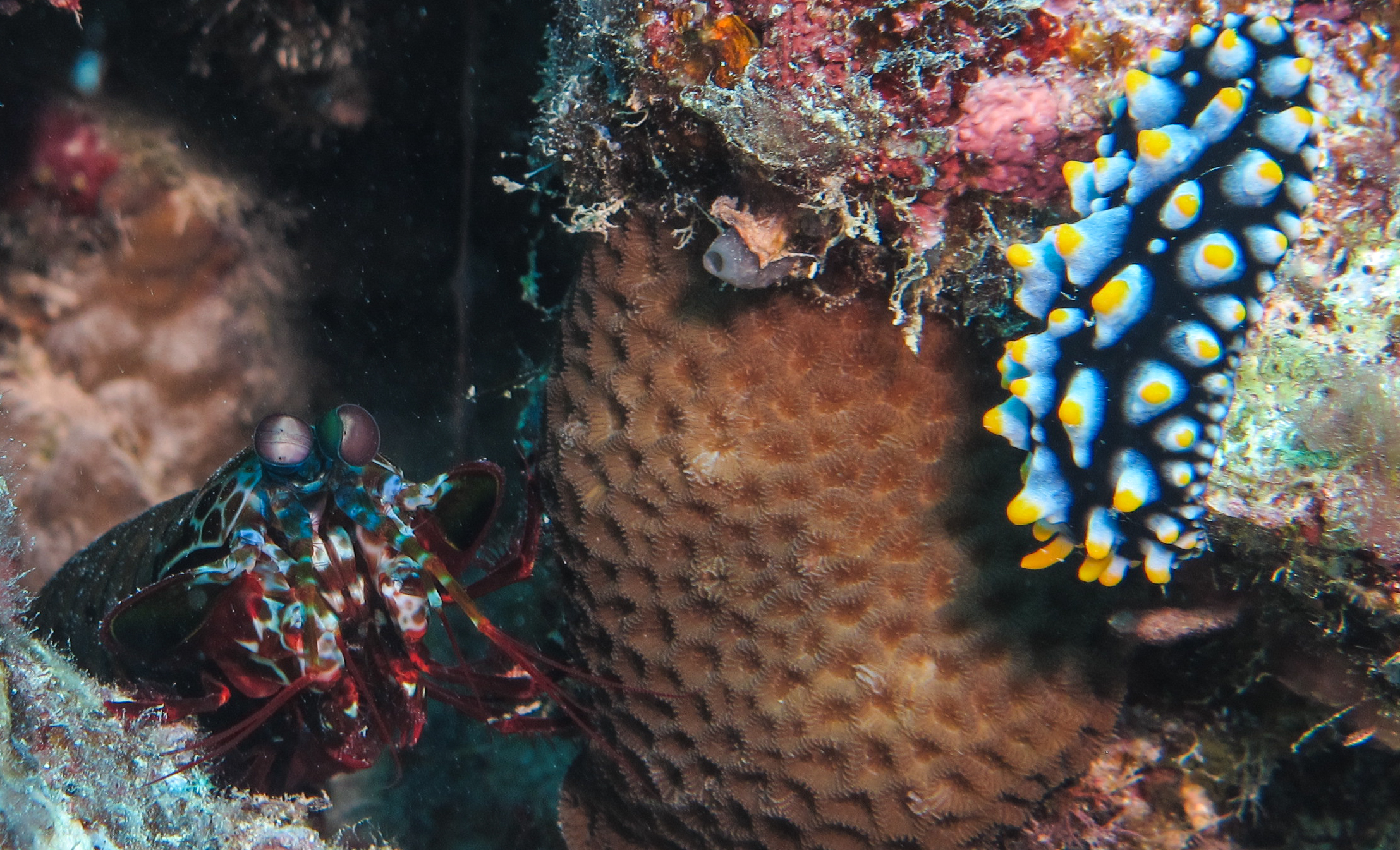
Tamarutaca espreitando sua presa, o nudibrânquio Phyllidia varicosa, em Offshore Taveuni island, Fiji

Algumas tamarutacas tocaiam nas aberturas dos buracos de suas tocas, mas muitas também deixam as fendas onde habitam para forragearem, rastejando sobre o fundo (hábito bentônico) ou nadando por meio do batimento dos pleópodes, semelhante ao de um remo (hábito pelágico raro). As grandes escamas das antenas e os urópodes podem ter a função de lemes.
As tamarutacas podem ser classificadas de acordo com o comportamento de predação, utilizando o segundo apêndice torácico raptorial (maxilípede 2) para (I) perfuração ou (II) esmagamento de presas. O dedo distal do maxilípede 2 repousa dobrado dentro de um sulco dos penúltimos itens mais semelhantes à lâmina de um canivete dentro do estojo. Durante o ataque, o dedo desdobra-se com grande força e velocidade (acima de 4 m/s).
- (I) As tamarutacas perfuradoras alimentam-se de invertebrados de corpo mole e de peixes. A presa é perfurada por meio de uma extensão e uma retração extremamente rápidas do dedo móvel do segundo apêndice torácico, que é provido de espinhos farpados. Além disso, as perfuradoras vivem em buracos escavados em sedimentos macios, frequentemente em águas túrbidas de densidade mais baixa e raramente possuem vizinhos.[21]
- (II) As tamarutacas esmagadoras (em especial as espécies de Gonodactylidae) espreitam as suas presas, como caramujos, mariscos e caranguejos. As suas vítimas de corpo duro são esmagadas com o forte calcanhar do apêndice predatório desdobrado: se um caranguejo for a presa, este será incapacitado por um golpe por trás ou terá suas garras quebradas pela pancada, e em seguida a carcaça será puxada para a toca e consumida; se um caramujo ou marisco forem a presa, estes serão quebrados dentro do buraco e as conchas serão depositadas do lado de fora da toca.[1][3] Além disso, as esmagadoras apresentam maior atividade durante o dia, vivem em cavidades em recifes de corais de água limpa e frequentemente possuem outros vizinhos de Hoplocarida vivendo próximos.[21]

### Comunicação animal
Ao passo que a luz polarizada linear viaja em um plano, a luz polarizada circular viaja em uma espiral horária ou anti-horária. Algumas espécies usam padrões de luz polarizada circular para comunicar sua presença a competidores agressivos, apresentando padrões de luz polarizada em alguns apêndices e na cabeça. Este é um comportamento extremamente raro na natureza, e a tamarutaca usa isso como vantagem. Em experimentos laboratoriais, pesquisadores colocaram tamarutacas em um tanque com duas tocas, uma refletindo luz não polarizada e uma refletindo luz polarizada circular. Em 68% dos casos, os animais escolheram a toca com luz não polarizada, sugerindo que talvez eles percebam os buracos de luz polarizada circular como um sinal sendo enviado por outra tamarutaca defendendo seu território.

### Comportamento reprodutivo e cuidado parental

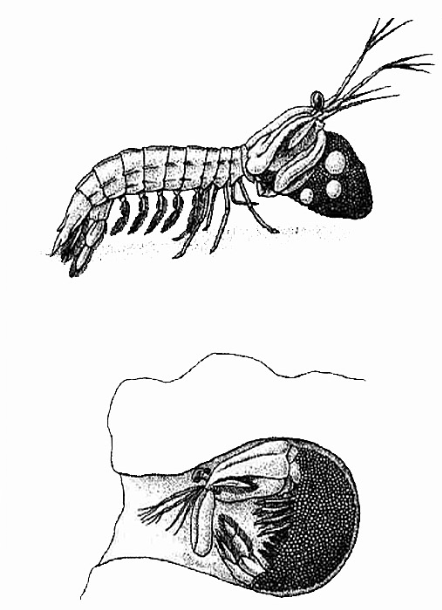
Cuidado parental de tamarutaca mantendo a massa ovígera sobre o dorso da carapaça, dentro de uma fenda (adaptado de Barnes)

As tamarutacas performam apenas reprodução sexuada. Em geral, o macho sai à procura da fêmea para a cópula e, após formar o par, espera a fêmea liberar os ovos. A fêmea apresenta um órgão cuticular para a estocagem do esperma e glândulas secretoras de substância que forma a matriz que mantém os ovos juntos em uma massa uniforme. Os ovos então são carregados e protegidos pela maxilípede, que desempenha concomitantemente, a limpeza e a circulação da água nelas.
As tamarutacas possuem desenvolvimento indireto. Em algumas espécies foram descritos até nove estágios larvais, revelando a  complexidade em seu desenvolvimento. Existem também espécies de poucas formas larvais que são oriundas de ovos grandes quando comparadas à forma adulta (Heterosquilla tricarinata). Os estágios larvais de Stomatopoda receberam, ao longo da história da Zoologia, vários nomes, como “erichthus, alima, pseudozoea, antizoea, synzoea”. Entretanto, muitos pesquisadores recusam-se a utilizar tais nomenclaturas para evitar confusão. Para exemplificar, temos a tamarutaca japonesa (Orastoquilla oratoria), que possui em seu desenvolvimento onze estágios larvais. Ao longo de seu desenvolvimento, cada larva se distingue da outra pela diferença na quantidade de segmentos e cerdas em seus apêndices e no hábito de vida.
Algumas tamarutacas formam um par de casal para a vida inteira, dividindo o mesmo buraco ou abrigo, enquanto outras reúnem-se somente na época de cruzamento. Os ovos são aglutinados para formar uma massa globular, por meio de uma secreção adesiva, que pode ter o tamanho de uma noz com cerca de 50000 ovos nas espécies do gênero Squilla sp., sendo transportada por meio de apêndices menores, quase sem garras e constantemente virada e limpa. A fêmea não se alimenta enquanto está incubando. Algumas espécies mantém a massa ovígera dentro do buraco. Por exemplo, uma espécie Gonodactylus das Bahamas, que repousa enrolada em uma fenda de coral, mantém a massa ovígera  sobre o dorso da carapaça.

## Ecologia
A maioria dos estomatópodes é encontrada nos ambientes marinhos tropicais ou subtropicais rasos. Quase todos eles vivem em tocas escavadas nos sedimentos moles ou nas rachaduras e fendas, entre os cascalhos, ou em outros nichos protegidos. Todas as espécies são carnívoras raptoriais e predam peixes, moluscos, cnidários e outros crustáceos, como camarões e caranguejos. Como predadores, trata-se de importantes controladores numéricos das populações cujas espécies fazem parte de seu nicho trófico.

### Habitat

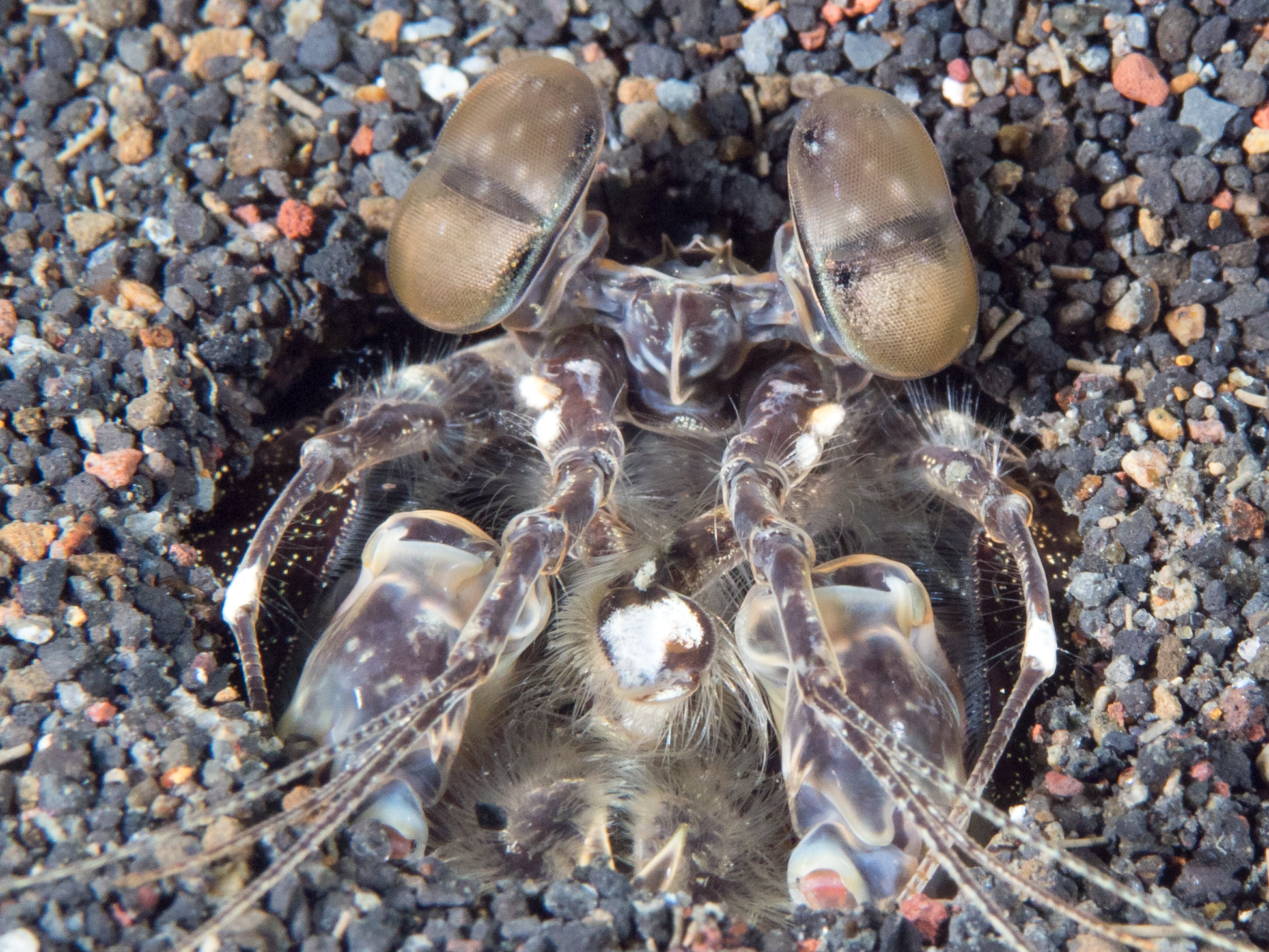
Lysiosquillidae: uma tamarutaca espreitando em sua toca pelas presas.

Estomatópodes são espécies essencialmente marinhas bentônicas que habitam tocas escavadas em sedimentos moles, em rachaduras, entre cascalhos, em zonas rochosas ou recifes de corais. A Squilla empusa vive em buracos em forma de "U", mas pode construir buracos verticais com uma única abertura que se estendem até 4m no inverno. A Echinosquilla guerini habita corais e tem espinhos que ornamentam toda a superfície do télson, sendo este utilizado para tampar a entrada do buraco em que a tamarutaca se esconde, de modo a mimetizar um ouriço-do-mar preso à superfície do coral. A Gonodactylus bredini fecha a entrada do seu buraco com detritos e durante o dia o bloqueia com os apêndices predatórios.

### Distribuição geográfica
Os estomatópodes constituem um grupo eminentemente tropical, com algumas espécies que atingem latitudes temperadas. A maioria das espécies encontram-se em águas rasas da plataforma continental, com algumas espécies de encosta continental e muito poucas espécies de habitat batial (nos fundos da zona batipelágica oceânica). Contudo, algumas espécies têm sido coletadas em sistemas costeiros sob condições de água salobra, nas quais ocorre uma mistura de água salgada e água doce em regiões onde os rios se encontram com o mar, como os mangues. Cloridopsis dubia (H. Milne-Edwards, 1837) tem sido repetidamente coletado em lagunas e ambientes lamacentos e rasos ao longo de sua amplitude de distribuição.
O Atlântico oriental, o Mediterrâneo e as costas atlânticas do sul da Europa representam o limite norte de distribuição da ordem dos estomatópodes. Apenas doze espécies foram citadas no Mediterrâneo e no Atlântico Europeu. As espécies atlânticas que apresentam populações ao norte são Rissoides desmaresti e Platysquilla eusebia, cujo limite norte de distribuição inclui as Ilhas Britânicas na Irlanda e no País de Gales. Apenas uma espécie, Squilla mantis, é relativamente comum e tem interesse de pesca. O Golfo de Cádis e o Algarve constituem o limite setentrional de distribuição desta espécie. Um total de dez espécies foram relatadas na Macaronésia.
Apesar da primeira citação ter sido registrada em 1648 por Marcgrave, a pesquisa taxonômica e ecológica acerca da distribuição de Stomatopoda no Brasil ainda é escassa. Por serem animais tipicamente tropicais e subtropicais, a fauna desses animais tende a decrescer a partir do sul de Recife, o que salienta a importância de se conhecer a sua diversidade especialmente na costa nordestina.

### Parasitas

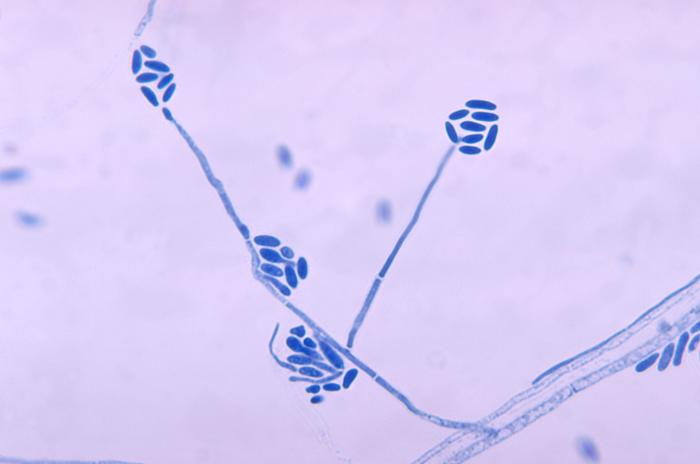
Conídios e conidióforos do fungo Acremonium sp., parasita de Stomatopoda

Um estudo de 2009 no Japão encontrou a presença de fungos Plectosporium oratosquillae NJM 0662 e Acremonium sp. NJM 0672, que foram encontrados parasitando brânquias de um indivíduo da espécie Oratosquilla oratoria coletado em Yamaguchi e Aichi. A mortalidade de tamarutacas em laboratório, após 25 dias de alta e baixa doses injetadas (em conídos/mL), de Plectosporium oratosquillae atingiu 100% e 60%, respectivamente, e Acremonium sp. atingiu 100% e 80%, respectivamente. Histopatologicamente, as hifas e os conídios foram encontrados nos filamentos das brânquias e coração, sendo que as hifas foram encapsuladas por hemócitos.

### Efeitos do lixo, aquecimento e acidificação dos oceanos
Devido ao fato de organismos marinhos com partes calcificadas tipicamente apresentarem estresse oxidativo e mudanças na mineralização em resposta à acidificação dos oceanos e ao aquecimentos global, um estudo experimental publicado na Scientific Reports em 2016 tentou verificar se o mesmo fenômeno podia ser observado em tamarutacas, já que esses efeitos poderiam reduzir a potência do segundo maxilípede modificado em arma raptorial, que é calcificado e permite ao animal dar pancadas em presas e competidores. Para tal, analisou-se estresse oxidativo, estrutura do exoesqueleto, conteúdo mineral e propriedades mecânicas do apêndice raptorial sob condições de pH e temperatura previstas para o futuro se a acidificação dos oceanos e o aquecimento global continuar. Os resultados demonstraram que o apêndice raptorial apresentou maior % de Mg sob condições de menor pH, enquanto os níveis de estresse oxidativo, % Ca e propriedades mecânicas do apêndice raptorial continuaram os mesmos, demonstrando que tamarutacas toleram amplitudes altas de variação de pH e temperatura sem afetar o estresse oxidativo ou a função do segundo maxilípede, de modo que, sob esses aspectos, tamarutacas talvez não terão seu desempenho biológico reduzido no cenário oceanográfico futuro.
Também em 2016, o primeiro achado de microplásticos dentro do sistema digestório de Squilla mantis Lineu, 1758, foi encontrado no Mar Adriático Oriental. A necrópsia desses organismos revelou a presença de partículas de microplástico menores que cinco milímetros no conteúdo estomacal. Os contaminantes foram isolados e observados em estereomicroscópio, revelando alto nível de contaminação antropogênica, provavelmente oriunda do substrato onde essas populações vivem. Após a digestão, os microsplásticos e outros contaminantes podem se mover pela cadeia trófica até chegar aos seres humanos, especialmente em países asiáticos que consomem tamarutacas.

### Espécies exóticas e invasoras
Duas das espécies de Stomatopoda registradas no Mediterrâneo conseguiram invadir esta região através do Canal de Suez: Erugosquilla massavensis, registrada pela primeira vez no Mediterrâneo em 1933, é atualmente amplamente distribuído por todo o Mediterrâneo oriental. Outra espécie, Chlorida albolitura, tem sido recentemente relatado também no Mediterrâneo oriental. O caso de Erythrosquilla sp. é complexo, uma vez que é conhecido apenas pela presença de uma pós-larva.

## Evolução e classificação

### Posição filogenética dentre os Malacostraca
Hoplocarida é grupo-irmão de Peracarida + Eucarida. Pertence ao grupo dos Eumalacostraca, que por sua vez é grupo-irmão de Phyllocarida. Tanto Eumalacostraca, quanto Phyllocarida compõem o grande grupo de crustáceos Malacostraca.
|  | \| \| Amphipoda \| \| \| \| \| \| Isopoda \| \| \| \| |
|  |                                                       |
|  | Mysida                                                |
|  |                                                       |
|  | Amphipoda                                             |
|  |                                                       |
|  | Isopoda                                               |
|  |                                                       |

|  | Amphipoda |
|  |           |
|  | Isopoda   |
|  |           |

|  | Decapoda     |
|  |              |
|  | Euphausiacea |
|  |              |

|  | \| \| Amphipoda \| \| \| \| \| \| Isopoda \| \| \| \| |
|  |                                                       |
|  | Mysida                                                |
|  |                                                       |
|  | Amphipoda                                             |
|  |                                                       |
|  | Isopoda                                               |
|  |                                                       |

|  | Amphipoda |
|  |           |
|  | Isopoda   |
|  |           |

|  | Decapoda     |
|  |              |
|  | Euphausiacea |
|  |              |

|  | \| \| Amphipoda \| \| \| \| \| \| Isopoda \| \| \| \| |
|  |                                                       |
|  | Mysida                                                |
|  |                                                       |
|  | Amphipoda                                             |
|  |                                                       |
|  | Isopoda                                               |
|  |                                                       |

|  | Amphipoda |
|  |           |
|  | Isopoda   |
|  |           |

|  | Decapoda     |
|  |              |
|  | Euphausiacea |
|  |              |

|  | \| \| Amphipoda \| \| \| \| \| \| Isopoda \| \| \| \| |
|  |                                                       |
|  | Mysida                                                |
|  |                                                       |
|  | Amphipoda                                             |
|  |                                                       |
|  | Isopoda                                               |
|  |                                                       |

|  | Amphipoda |
|  |           |
|  | Isopoda   |
|  |           |

|  | Decapoda     |
|  |              |
|  | Euphausiacea |
|  |              |

|  | \| \| Amphipoda \| \| \| \| \| \| Isopoda \| \| \| \| |
|  |                                                       |
|  | Mysida                                                |
|  |                                                       |
|  | Amphipoda                                             |
|  |                                                       |
|  | Isopoda                                               |
|  |                                                       |

|  | Amphipoda |
|  |           |
|  | Isopoda   |
|  |           |

|  | Decapoda     |
|  |              |
|  | Euphausiacea |
|  |              |

|  | \| \| Amphipoda \| \| \| \| \| \| Isopoda \| \| \| \| |
|  |                                                       |
|  | Mysida                                                |
|  |                                                       |
|  | Amphipoda                                             |
|  |                                                       |
|  | Isopoda                                               |
|  |                                                       |

|  | Amphipoda |
|  |           |
|  | Isopoda   |
|  |           |

|  | Decapoda     |
|  |              |
|  | Euphausiacea |
|  |              |

|  | \| \| Amphipoda \| \| \| \| \| \| Isopoda \| \| \| \| |
|  |                                                       |
|  | Mysida                                                |
|  |                                                       |
|  | Amphipoda                                             |
|  |                                                       |
|  | Isopoda                                               |
|  |                                                       |

|  | Amphipoda |
|  |           |
|  | Isopoda   |
|  |           |

|  | Decapoda     |
|  |              |
|  | Euphausiacea |
|  |              |

|  | \| \| Amphipoda \| \| \| \| \| \| Isopoda \| \| \| \| |
|  |                                                       |
|  | Mysida                                                |
|  |                                                       |
|  | Amphipoda                                             |
|  |                                                       |
|  | Isopoda                                               |
|  |                                                       |

|  | Amphipoda |
|  |           |
|  | Isopoda   |
|  |           |

|  | Decapoda     |
|  |              |
|  | Euphausiacea |
|  |              |

|  | \| \| Amphipoda \| \| \| \| \| \| Isopoda \| \| \| \| |
|  |                                                       |
|  | Mysida                                                |
|  |                                                       |
|  | Amphipoda                                             |
|  |                                                       |
|  | Isopoda                                               |
|  |                                                       |

|  | Amphipoda |
|  |           |
|  | Isopoda   |
|  |           |

|  | Decapoda     |
|  |              |
|  | Euphausiacea |
|  |              |

|  | \| \| Amphipoda \| \| \| \| \| \| Isopoda \| \| \| \| |
|  |                                                       |
|  | Mysida                                                |
|  |                                                       |
|  | Amphipoda                                             |
|  |                                                       |
|  | Isopoda                                               |
|  |                                                       |

|  | Amphipoda |
|  |           |
|  | Isopoda   |
|  |           |

|  | Decapoda     |
|  |              |
|  | Euphausiacea |
|  |              |

|  | \| \| Amphipoda \| \| \| \| \| \| Isopoda \| \| \| \| |
|  |                                                       |
|  | Mysida                                                |
|  |                                                       |
|  | Amphipoda                                             |
|  |                                                       |
|  | Isopoda                                               |
|  |                                                       |

|  | Amphipoda |
|  |           |
|  | Isopoda   |
|  |           |

|  | Decapoda     |
|  |              |
|  | Euphausiacea |
|  |              |

|  | \| \| Amphipoda \| \| \| \| \| \| Isopoda \| \| \| \| |
|  |                                                       |
|  | Mysida                                                |
|  |                                                       |
|  | Amphipoda                                             |
|  |                                                       |
|  | Isopoda                                               |
|  |                                                       |

|  | Amphipoda |
|  |           |
|  | Isopoda   |
|  |           |

|  | Decapoda     |
|  |              |
|  | Euphausiacea |
|  |              |

|  | \| \| Amphipoda \| \| \| \| \| \| Isopoda \| \| \| \| |
|  |                                                       |
|  | Mysida                                                |
|  |                                                       |
|  | Amphipoda                                             |
|  |                                                       |
|  | Isopoda                                               |
|  |                                                       |

|  | Amphipoda |
|  |           |
|  | Isopoda   |
|  |           |

|  | Decapoda     |
|  |              |
|  | Euphausiacea |
|  |              |

|  | \| \| Amphipoda \| \| \| \| \| \| Isopoda \| \| \| \| |
|  |                                                       |
|  | Mysida                                                |
|  |                                                       |
|  | Amphipoda                                             |
|  |                                                       |
|  | Isopoda                                               |
|  |                                                       |

|  | Amphipoda |
|  |           |
|  | Isopoda   |
|  |           |

|  | Decapoda     |
|  |              |
|  | Euphausiacea |
|  |              |

|  | \| \| Amphipoda \| \| \| \| \| \| Isopoda \| \| \| \| |
|  |                                                       |
|  | Mysida                                                |
|  |                                                       |
|  | Amphipoda                                             |
|  |                                                       |
|  | Isopoda                                               |
|  |                                                       |

|  | Amphipoda |
|  |           |
|  | Isopoda   |
|  |           |

|  | Decapoda     |
|  |              |
|  | Euphausiacea |
|  |              |

|  | \| \| Amphipoda \| \| \| \| \| \| Isopoda \| \| \| \| |
|  |                                                       |
|  | Mysida                                                |
|  |                                                       |
|  | Amphipoda                                             |
|  |                                                       |
|  | Isopoda                                               |
|  |                                                       |

|  | Amphipoda |
|  |           |
|  | Isopoda   |
|  |           |

|  | Decapoda     |
|  |              |
|  | Euphausiacea |
|  |              |

### Filogenia de Hoplocarida
As diferenças morfológicas abruptas existentes entre Stomatopoda e os outros Eumalacostraca (Caridoida) parecem ser preenchidos pelo registro fóssil. Na filogenia abaixo, os únicos representantes vivos de Hoplocarida são nomeados como crowngroup Unipeltata. Os grupos "Archaeostomatopoda" e "Palaeostomatopoda" estão entre aspas, pois não são monofiléticos.

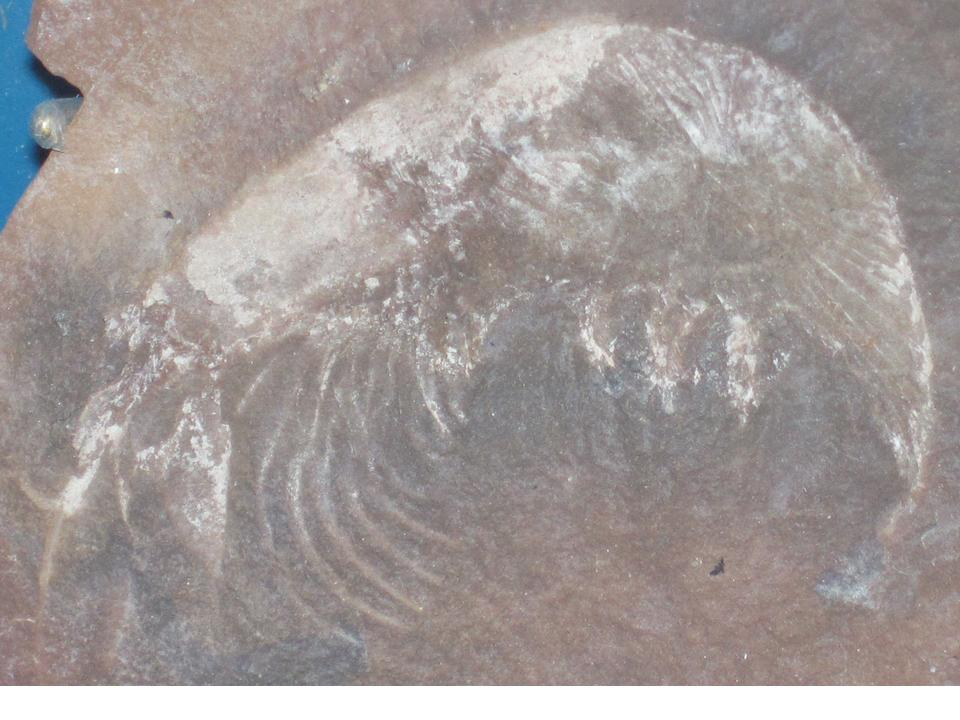
Kallidecthes richardsoni Schram, 1969, ilustrando o grupo-irmão de Stomatopoda, Aeschronectida do Carbonífero

Aeschronectida, grupo-irmão de Stomatopoda, comprime espécies conhecidas exclusivamente do Carbonífero que possuíam uma antênula trirreme e um abdômen expandido (características compartilhadas com Stomatopoda), mas sem possuírem as garras raptoriais (maxilípede 2 modificado). Dentro do grupo " Archaeostomatopoda", há táxons que exibem os três pares de apêndices posteriores ao apêndice raptorial muito reduzidos. Sculdidae e Pseudosculdidae possuem registro fóssil do Jurássico e Cretáceo. Detalhes dos apêndices raptoriais de Sculdidae ainda não foram descritos.
|  | \| \| Pseudosculdidae† \| \| \| \| \| \| crowngroup Unipeltata \| \| \| \| |
|  |                                                                            |
|  | Sculdidae†                                                                 |
|  |                                                                            |
|  | Pseudosculdidae†                                                           |
|  |                                                                            |
|  | crowngroup Unipeltata                                                      |
|  |                                                                            |

|  | Pseudosculdidae†      |
|  |                       |
|  | crowngroup Unipeltata |
|  |                       |

|  | "Archaeostomatopoda"† |
|  |                       |

|  | \| \| Pseudosculdidae† \| \| \| \| \| \| crowngroup Unipeltata \| \| \| \| |
|  |                                                                            |
|  | Sculdidae†                                                                 |
|  |                                                                            |
|  | Pseudosculdidae†                                                           |
|  |                                                                            |
|  | crowngroup Unipeltata                                                      |
|  |                                                                            |

|  | Pseudosculdidae†      |
|  |                       |
|  | crowngroup Unipeltata |
|  |                       |

|  | "Archaeostomatopoda"† |
|  |                       |

|  | \| \| Pseudosculdidae† \| \| \| \| \| \| crowngroup Unipeltata \| \| \| \| |
|  |                                                                            |
|  | Sculdidae†                                                                 |
|  |                                                                            |
|  | Pseudosculdidae†                                                           |
|  |                                                                            |
|  | crowngroup Unipeltata                                                      |
|  |                                                                            |

|  | Pseudosculdidae†      |
|  |                       |
|  | crowngroup Unipeltata |
|  |                       |

|  | "Archaeostomatopoda"† |
|  |                       |

|  | \| \| Pseudosculdidae† \| \| \| \| \| \| crowngroup Unipeltata \| \| \| \| |
|  |                                                                            |
|  | Sculdidae†                                                                 |
|  |                                                                            |
|  | Pseudosculdidae†                                                           |
|  |                                                                            |
|  | crowngroup Unipeltata                                                      |
|  |                                                                            |

|  | Pseudosculdidae†      |
|  |                       |
|  | crowngroup Unipeltata |
|  |                       |

|  | "Archaeostomatopoda"† |
|  |                       |

|  | \| \| Pseudosculdidae† \| \| \| \| \| \| crowngroup Unipeltata \| \| \| \| |
|  |                                                                            |
|  | Sculdidae†                                                                 |
|  |                                                                            |
|  | Pseudosculdidae†                                                           |
|  |                                                                            |
|  | crowngroup Unipeltata                                                      |
|  |                                                                            |

|  | Pseudosculdidae†      |
|  |                       |
|  | crowngroup Unipeltata |
|  |                       |

|  | "Archaeostomatopoda"† |
|  |                       |

|  | \| \| Pseudosculdidae† \| \| \| \| \| \| crowngroup Unipeltata \| \| \| \| |
|  |                                                                            |
|  | Sculdidae†                                                                 |
|  |                                                                            |
|  | Pseudosculdidae†                                                           |
|  |                                                                            |
|  | crowngroup Unipeltata                                                      |
|  |                                                                            |

|  | Pseudosculdidae†      |
|  |                       |
|  | crowngroup Unipeltata |
|  |                       |

|  | "Archaeostomatopoda"† |
|  |                       |

|  | \| \| Pseudosculdidae† \| \| \| \| \| \| crowngroup Unipeltata \| \| \| \| |
|  |                                                                            |
|  | Sculdidae†                                                                 |
|  |                                                                            |
|  | Pseudosculdidae†                                                           |
|  |                                                                            |
|  | crowngroup Unipeltata                                                      |
|  |                                                                            |

|  | Pseudosculdidae†      |
|  |                       |
|  | crowngroup Unipeltata |
|  |                       |

|  | "Archaeostomatopoda"† |
|  |                       |

|  | \| \| Pseudosculdidae† \| \| \| \| \| \| crowngroup Unipeltata \| \| \| \| |
|  |                                                                            |
|  | Sculdidae†                                                                 |
|  |                                                                            |
|  | Pseudosculdidae†                                                           |
|  |                                                                            |
|  | crowngroup Unipeltata                                                      |
|  |                                                                            |

|  | Pseudosculdidae†      |
|  |                       |
|  | crowngroup Unipeltata |
|  |                       |

|  | "Archaeostomatopoda"† |
|  |                       |

|  | \| \| Pseudosculdidae† \| \| \| \| \| \| crowngroup Unipeltata \| \| \| \| |
|  |                                                                            |
|  | Sculdidae†                                                                 |
|  |                                                                            |
|  | Pseudosculdidae†                                                           |
|  |                                                                            |
|  | crowngroup Unipeltata                                                      |
|  |                                                                            |

|  | Pseudosculdidae†      |
|  |                       |
|  | crowngroup Unipeltata |
|  |                       |

|  | "Archaeostomatopoda"† |
|  |                       |

|  | \| \| Pseudosculdidae† \| \| \| \| \| \| crowngroup Unipeltata \| \| \| \| |
|  |                                                                            |
|  | Sculdidae†                                                                 |
|  |                                                                            |
|  | Pseudosculdidae†                                                           |
|  |                                                                            |
|  | crowngroup Unipeltata                                                      |
|  |                                                                            |

|  | Pseudosculdidae†      |
|  |                       |
|  | crowngroup Unipeltata |
|  |                       |

|  | "Archaeostomatopoda"† |
|  |                       |

|  | \| \| Pseudosculdidae† \| \| \| \| \| \| crowngroup Unipeltata \| \| \| \| |
|  |                                                                            |
|  | Sculdidae†                                                                 |
|  |                                                                            |
|  | Pseudosculdidae†                                                           |
|  |                                                                            |
|  | crowngroup Unipeltata                                                      |
|  |                                                                            |

|  | Pseudosculdidae†      |
|  |                       |
|  | crowngroup Unipeltata |
|  |                       |

|  | "Archaeostomatopoda"† |
|  |                       |

|  | \| \| Pseudosculdidae† \| \| \| \| \| \| crowngroup Unipeltata \| \| \| \| |
|  |                                                                            |
|  | Sculdidae†                                                                 |
|  |                                                                            |
|  | Pseudosculdidae†                                                           |
|  |                                                                            |
|  | crowngroup Unipeltata                                                      |
|  |                                                                            |

|  | Pseudosculdidae†      |
|  |                       |
|  | crowngroup Unipeltata |
|  |                       |

|  | "Archaeostomatopoda"† |
|  |                       |

|  | \| \| Pseudosculdidae† \| \| \| \| \| \| crowngroup Unipeltata \| \| \| \| |
|  |                                                                            |
|  | Sculdidae†                                                                 |
|  |                                                                            |
|  | Pseudosculdidae†                                                           |
|  |                                                                            |
|  | crowngroup Unipeltata                                                      |
|  |                                                                            |

|  | Pseudosculdidae†      |
|  |                       |
|  | crowngroup Unipeltata |
|  |                       |

|  | "Archaeostomatopoda"† |
|  |                       |

|  | \| \| Pseudosculdidae† \| \| \| \| \| \| crowngroup Unipeltata \| \| \| \| |
|  |                                                                            |
|  | Sculdidae†                                                                 |
|  |                                                                            |
|  | Pseudosculdidae†                                                           |
|  |                                                                            |
|  | crowngroup Unipeltata                                                      |
|  |                                                                            |

|  | Pseudosculdidae†      |
|  |                       |
|  | crowngroup Unipeltata |
|  |                       |

|  | "Archaeostomatopoda"† |
|  |                       |

|  | \| \| Pseudosculdidae† \| \| \| \| \| \| crowngroup Unipeltata \| \| \| \| |
|  |                                                                            |
|  | Sculdidae†                                                                 |
|  |                                                                            |
|  | Pseudosculdidae†                                                           |
|  |                                                                            |
|  | crowngroup Unipeltata                                                      |
|  |                                                                            |

|  | Pseudosculdidae†      |
|  |                       |
|  | crowngroup Unipeltata |
|  |                       |

|  | "Archaeostomatopoda"† |
|  |                       |

|  | \| \| Pseudosculdidae† \| \| \| \| \| \| crowngroup Unipeltata \| \| \| \| |
|  |                                                                            |
|  | Sculdidae†                                                                 |
|  |                                                                            |
|  | Pseudosculdidae†                                                           |
|  |                                                                            |
|  | crowngroup Unipeltata                                                      |
|  |                                                                            |

|  | Pseudosculdidae†      |
|  |                       |
|  | crowngroup Unipeltata |
|  |                       |

|  | "Archaeostomatopoda"† |
|  |                       |

### Classificação taxonômica

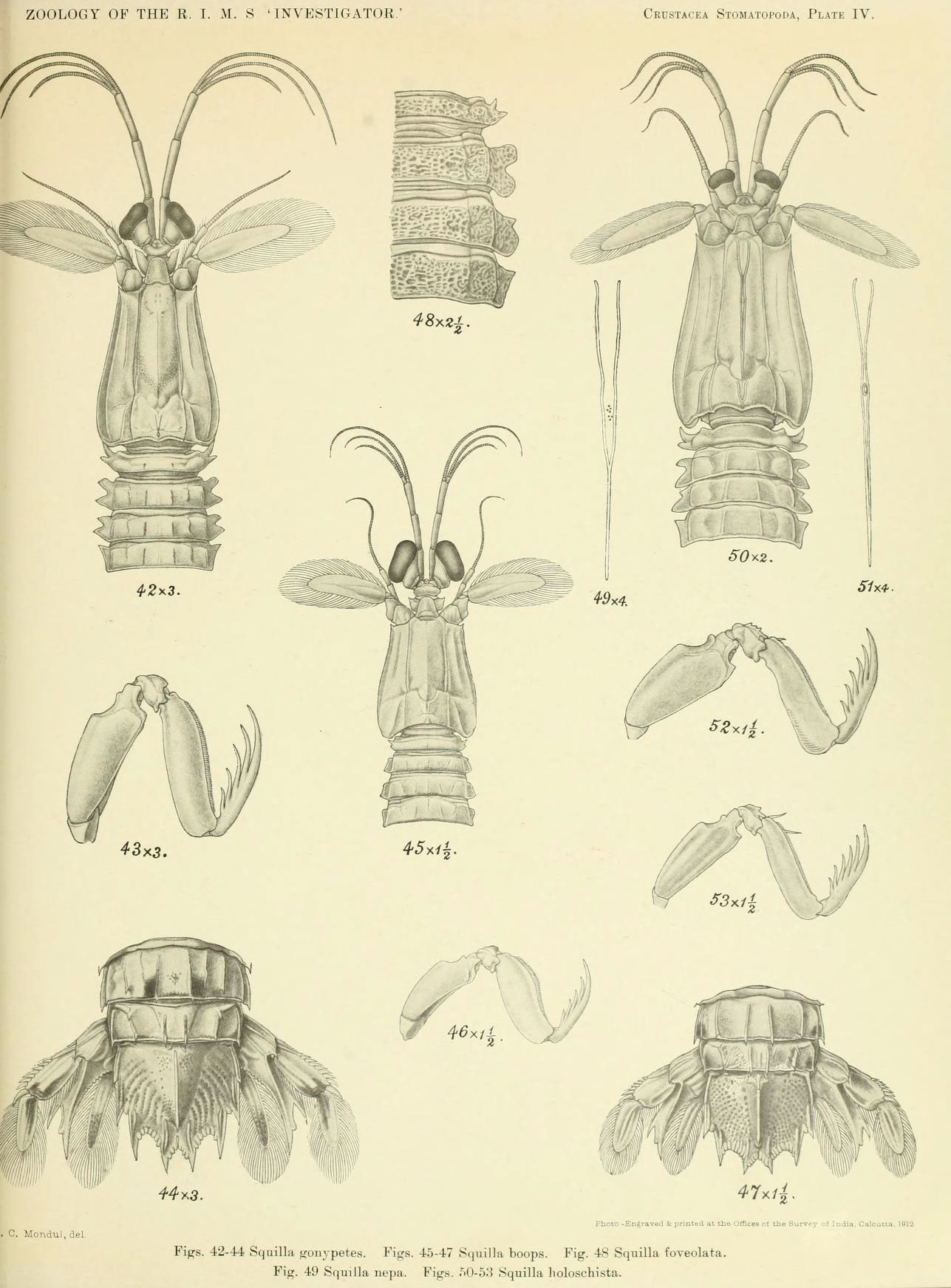
Ilustrações taxonômicas presentes em relatório de Stomatopoda da região do Indo-Pacífico da coleção do Indian Museum

A ordem Stomatopoda é a única representante viva da subclasse Hoplocarida. Ainda não há consenso sobre os agrupamentos suprafamiliares da ordem, mas normalmente se considera que todos os representantes vivos de Stomatopoda pertencem à subordem Unipeltata. As outras subordens conhecidas apresentam representantes apenas no registro fóssil. Atualmente há 17 famílias englobadas em 7 superfamílias:
- Superfamília Bathysquilloidea
  - Familia Bathysquillidae
  - Familia Indosquillidae
- Superfamília Erythrosquilloidea
  - Familia Erythrosquillidae
- Superfamília Eurysquilloidea
  - Familia Eurysquillidae
- Superfamília Gonodactyloidea
  - Familia Alainosquillidae
  - Familia Gonodactylidae
  - Familia Hemisquillidae
  - Familia Odontodactylidae
  - Familia Protosquillidae
  - Familia Pseudosquillidae
  - Familia Takuidae
- Superfamília Lysiosquilloidea
  - Familia Coronididae
  - Familia Lysiosquillidae
  - Familia Nannosquillidae
  - Familia Tetrasquillidae
- Superfamília Parasquilloidea
  - Familia Parasquillidae
- Superfamília Squilloidea
  - Familia Squillidae

## Relação com seres humanos

### Na culinária

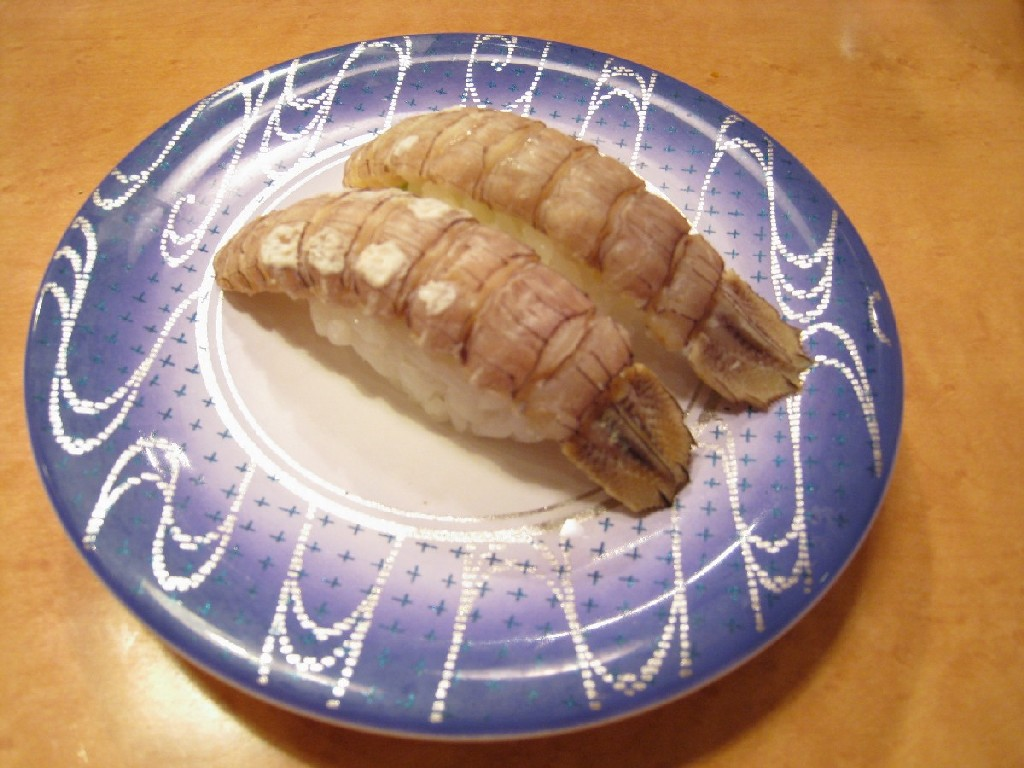
Nigiri sushi feito de tamarutaca.

Possui o sabor e textura mais suave que o camarão. Consumidos em diversos lugares, mas especialmente no Japão, Vietnã, China, Filipinas e nos países do Mediterrâneo, a temporada de desova começa na primavera, até o começo do verão e, o seu apodrecimento é dificultado no Outono. É comumente ingerido frito, em forma de sashimi ou sushi. Quando morto, libera de baixo de sua carapaça, enzimas que geralmente são utilizados no processo de muda do animal e, portanto, acaba “derretendo” o seu conteúdo. Por isso, muitas vezes são encontrados indivíduos com o seu interior menor do que aparenta o seu tamanho total. Para evitar tal processo, logo após a captura (viva) do animal, recomenda-se ferver para desnaturar tais proteínas.
Em uma pesquisa realizada no Mar Mediterrâneo por pesquisadores da Turquia acerca dos valores nutricionais de tamarutacas consumidas pelo ser humano, mediu-se a porcentagem de ácidos graxos e minerais em uma amostra de 40 tamarutacas da espécie Erugosquilla massavensis Kossman, 1880. A relação PUFA/SFA (a porcentagem de ácidos graxos poli-insaturados sobre a porcentagem de ácidos saturados) encontrada não estava dentro da amplitude considerada saudável para a dieta humana, havendo pouco valor proteico e mineral, exceto por Mg, K e Ca.

### Na pesca

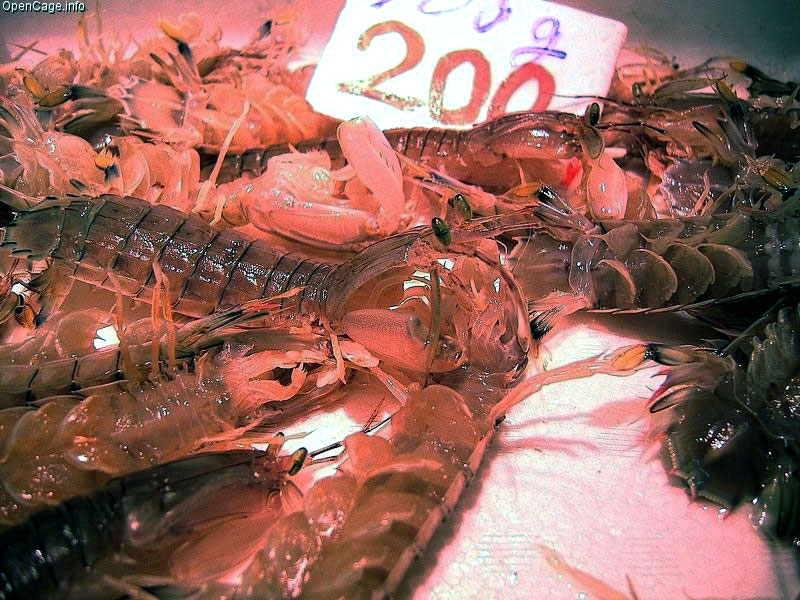
Venda de tamarutacas

À parte do interesse faunístico e biogeográfico do grupo, os estomatópodes possuem um certo interesse pesqueiro, principalmente concentrado em algumas poucas espécies, como Squilla mantis, no Mediterrâneo e Atlântico, e Oratosquilla oratoria, no Japão, dentre outras espécies na costa da Península Índica. A pesca europeia de Squilla mantis tem lugar nas proximidades da desembocadura de rios, na qual há captura por meio de arraste ou tresmalho. Observa-se uma sazonalidade nas capturas, às quais se concentram nos meses de inverno e primavera. O aumento de pesca durante o inverno se repete em todos os anos, devido à coorte e ao assentamento das pós-larvas no fundo e o consequente crescimento dos juvenis.
Erugosquilla massavensis Kossman, 1880, é um crustáceo bentônico potencialmente comestível que tem uma pequena, mas crescente, importância econômica nos mercados da Ásia, sendo um dos frutos do mar favoritos no Japão, China, Malásia, Indonésia, Hong Kong e Taiwan. Também um recurso importante para a pesca demersal mediterrânica na Espanha, Itália e Egito. Sua exploração econômica faz-se possível a partir de pequenos arrastões de fundo.

### No aquarismo
As tamarutacas são predadores ferozes, capazes de atacar presas maiores que eles mesmos. Uma fácil maneira de identificar a inserção de uma tamarutaca em um ambiente é a diminuição significativa da quantidade de fauna. Por isso, dentre os aquaristas, o animal é considerado uma peste. Entretanto, existe na mesma comunidade, aquaristas que acham fascinantes as peculiaridades do animal, atribuindo a eles um aquário próprio de material acrílico (pois o “soco” do animal é capaz de rachar e quebrar um aquário de vidro).

### Na culturaotaku
Devido às características peculiares do Odontodactylus scyllarus, como o seu poderoso “soco” capaz de atingir a potência de uma bala de pistola ou então os seus olhos capazes de enxergar cores irreconhecíveis para o ser humano, o animal chamou a atenção de muitas pessoas, inclusive de um autor de histórias em quadrinhos Yu Sasuga. Em sua obra Terra Formars, humanos são geneticamente “misturados” com outros animais, obtendo assim as características essenciais de seus fundidos. Um de seus personagens Keiji Onizuka, boxeador habilidoso aposentado devido a problemas visuais que adquiriu em uma de suas partidas, é geneticamente fundido com os genes de um peacock mantis shrimp, reobtendo assim, a capacidade de enxergar novamente, com o incluso de conseguir enxergar melhor do que antes da modificação e de socos poderosos do animal, proporcionalmente ao tamanho de um ser humano.
Talvez devido à característica devastadora de seus golpes, o golpe final desferido pelo personagem Kamen Rider (Rider Kick) pode ter sido inspirado neste animal, já que o mesmo é um ciborgue orgânico com características de artrópode.